# Carta Ambiziosa
La Carta Ambiziosa (Ambitious Card) è un effetto magico attribuito al prestigiatore francese Gustav Alberti, successivamente reso popolare da Dai Vernon come il "gioco che stupì Harry Houdini". È considerato uno dei classici della cartomagia.

## Descrizione
Una carta scelta da uno spettatore viene inserita in mezzo al mazzo, per poi ricomparire in cima. In alcune varianti dell'effetto, la carta può comparire anche sul fondo del mazzo.

### Progressione
La potenza dell'effetto è dovuta alla sua ripetizione sotto condizioni via via più impossibili. L'aggiunta di tali condizioni costringe lo spettatore a riconsiderare le assunzioni fatte in precedenza sul possibile metodo di esecuzione, e aumenta ad ogni passaggio l'impatto emotivo dell'effetto.
Alcune di queste variazioni sono le seguenti:
- La carta scelta viene firmata sulla faccia dallo spettatore, per dimostrare l'assenza di duplicati.
- La carta scelta viene inserita nel mazzo dallo stesso spettatore, per impedire al mago che egli compia manipolazioni.
- La carta scelta viene resa "unica" rispetto alle altre, per esempio piegandola o strappandone un angolo.
- Il mazzo di carte viene separato in due: la carta scelta viene inserita nel centro di uno dei due mazzetti, per poi essere ritrovata sulla cima dell'altro.
- Il mazzo di carte viene avvolto in un elastico o una corda, per dimostrare che non viene compiuta alcuna manipolazione.
- La carta scelta viene fatta viaggiare mentre il mazzo è sul tavolo, invece che nelle mani dell'esecutore.
- La carta scelta viene inserita nel mazzo a faccia in alto (per poi riapparire a faccia in alto), ottenendo così un impatto visuale più elevato.

### Varianti

#### Il gioco che stupì Harry Houdini
In questa particolare versione della Carta Ambiziosa, la carta scelta dello spettatore viene posizionata in seconda posizione a partire dalla cima, invece che nel centro. Dai Vernon eseguì questo gioco davanti a Harry Houdini 7 volte consecutive, senza che lui riuscisse a scoprirne il segreto.

#### Doppia Ambiziosa
In Sonata è presente una versione della Carta Ambiziosa in cui due carte salgono ripetutamente in cima al mazzo, invece che una sola.

#### Elevator Cards
In questo effetto quattro carte (generalmente l'asso, il due, il tre e il quattro di uno stesso seme) viaggiano attraverso il mazzo di carte.

## Metodi
Esistono molteplici metodi per l'esecuzione dell'effetto, alcuni dei quali richiedono tecniche di manipolazione delle carte, altri invece speciali mazzi truccati. Le varie fasi sono pressoché indipendenti fra di loro, il che rende molto facile la creazione di costruzioni originali o routine improvvisate.
Descrizioni dettagliate sono presenti in libri come La strada maestra alla cartomagia, Card College (Volume 2), La Via Magica e Stars of Magic.